# Алергоз
Алерго́з — термін для позначення різних за клінічною картиною алергічних уражень шкіри, що розвиваються в результаті ідіосинкразії (вроджена підвищена чутливість) або сенсибілізації організму до алергенів (медикаменти, харчові продукти, рослини тощо). Часто симптомокомплекс алергозів вкладається у рамки дерматиту, кропивниці, екземи.

## Лікування
Усунення контакту з імовірним алергеном, застосування десенсибілізуючих, антигістамінних та детоксикуючих засобів. Очищення кишечника з подальшим призначенням молочно-рослинної дієти, що виключає гострі, солоні, копчені страви, консерви. Місцево — холодні примочки, охолоджуючі суміщі, глюкокортикостероїдні мазі, крема.